# Djolé
La Djolé (anche chiamata Jolé e Yolé) è una tradizionale danza in maschera originaria della Sierra Leone. Viene tradizionalmente ballato al suono di un tamburo di forma quadrata chiamato Sikko.
Durante la danza la maschera, raffigurante una donna, viene indossata da un danzatore di sesso maschile. La djolè viene danzata in occasione di occasioni rilevanti che coinvolgono più villaggi come ad esempio la celebrazione di un raccolto abbondante, matrimoni oppure il termine del Ramadan. 
In tempi più recenti il ritmo è stato riadattato per essere suonato con il djembe ed è molto popolare in tutta la Guinea dove è stato da poco esportato.

## Testo del canto
sico la i ko, sico la i ko, wa wango sico la i ko, wa wango sico la i ko»